# Noyant
Ne doit pas être confondu avec Noyan.
Pour les articles homonymes, voir Noyant (homonymie).
Noyant est une ancienne commune française située dans le département de Maine-et-Loire, en région Pays de la Loire. Le 15 décembre 2016, la commune devient une commune déléguée au sein de la commune nouvelle de Noyant-Villages.
Située dans la partie orientale de l'Anjou, cette petite ville se trouve à l'est de Baugé et d'Angers. Son territoire est essentiellement rural.

## Géographie

### Localisation
Cette petite ville angevine de l'ouest de la France se situe dans l'est du Baugeois, à 17 km à l'est de Baugé, à 51 km à l'est d'Angers et à 45 km à l'ouest de Tours, et à 10 km de l'Indre-et-Loire. Son territoire est essentiellement rural.
Le Baugeois est la partie nord-est du département de Maine-et-Loire. Il est délimité au sud par la vallée de l'Authion et celle de la Loire, et à l'ouest par la vallée de la Sarthe.

### Aux alentours
La commune de Noyant est constituée de nombreux hameaux : la Guillomière, les Misérables, Bré Girard, le Petit Beaulieu, le Vau Rouleau, le Coudray, les Hardonnières, la Guilbotière, les Robertières, le Plessis au Maire, les Malicotières, etc.
Les communes aux alentours sont Méon (2 km), Dénezé-sous-le-Lude (3 km), Auverse (5 km), Breil (5 km), La Pellerine (6 km), Meigné-le-Vicomte (6 km), Linières-Bouton (6 km), Chavaignes (7 km), Chalonnes-sous-le-Lude (7 km) et Lasse (8 km).

### Géologie et relief
L'altitude de la commune varie de 51 à 89 mètres, pour une altitude moyenne de 70 mètres.
Son territoire s'étend sur plus de 27 km2 (2 741 hectares). Situé sur un plateau, son sous-sol est composé notamment de falun (sables coquilliers).

### Végétation
Si Noyant est faiblement boisé, les forêts de Chandelais, de Monnaie, de Pont Ménard, de Chambiers, de Château-la-Vallière et de Bareille l'entoure. La commune se situe sur l'unité paysagère du Plateau du Baugeois.
Une partie du territoire de la commune figure à l'inscription de
- Natura 2000 pour la zone de protection spéciale du Lac de Rillé et les forêts avoisinantes ;
- Inventaires des zones naturelles d'intérêt écologique, floristique et faunistique des Massifs forestiers de la Breille, de Pont-Ménard, de la graine de sapin et des zones de transition ;
- Eau et milieux aquatiques pour les schémas d'aménagement et de gestion des eaux de l'Authion et du Loir.

### Climat
Le climat angevin est tempéré, de type océanique. Il est particulièrement doux, compte tenu de sa situation entre les influences océaniques et continentales. Généralement les hivers sont pluvieux, les gelées rares et les étés ensoleillés. Le climat du Baugeois est plus continental : plus sec et chaud l'été.

### Hydrographie
Le territoire de Noyant compte plusieurs cours d'eau : la rivière de la Marconne, et son affluent le ruisseau d'Hunon, la rivière le Lathan et le ruisseau la Fontaine.
Son territoire dépend de trois bassins versants que sont le bassin du Loir au nord et à l'est, le bassin du Lathan au sud et le bassin du Couasnon à l'ouest.

### Voies de communication et transports
Dans le bourg s'entrecroisent les routes départementales D767 et D141 (Nord direction Le Lude, Sud-Ouest direction Linières-Bouton et Sud-Est direction Parçay-les-Pins), et D766 (Est direction Château-la-Vallière et Ouest direction Baugé).
Transports en commun : La commune est desservie par deux lignes d'autobus du réseau interurbain de Maine-et-Loire AnjouBus. La ligne 2b Angers-Seiches-Noyant, en passant par Baugé, et la ligne 16 Saumur-Noyant, en passant par Parçay les Pins et Breil.

## Urbanisme
Morphologie urbaine : La commune s'inscrit dans un territoire essentiellement rural.
En 2008, le nombre total de logements dans la commune est de 934. Parmi ces logements, 88 % sont des résidences principales, 4 % des résidences secondaires et 9 % des logements vacants. Ces logements sont pour une part de 92 % des maisons et de 7 % des appartements. Toujours sur l'ensemble des logements de la commune, 1 % sont des studios, 4 % des logements de deux pièces, 21 % de trois pièces, 30 % de quatre pièces, et 43 % des logements de cinq pièces ou plus.
Les résidences principales construites avant 2006, datent pour 38 % d'avant 1949, 19 % entre 1949 et 1974, 25 % entre 1975 et 1989, et 18 % entre 1990 et 2005.
Le nombre de ménages propriétaires de leur logements sont de 60 %, proportion identique à la moyenne départementale (60 %), et le nombre de ménages locataires est de 38 %. On peut également noter que 2 % des logements sont occupés gratuitement.
L'ancienneté d'emménagement dans la résidence principale, rapporté au nombre de ménages, est de 10 % depuis moins de deux ans, 17 % entre deux et quatre ans, 15 % entre cinq et neuf ans, et 58 % de dix ans et plus.
En 2013 on trouve 990 logements sur la commune de Noyant, dont 85 % sont des résidences principales, pour une moyenne sur le département de 90 %, et dont 63 % des ménages en sont propriétaires.

## Toponymie et héraldique

### Toponymie
Formes anciennes du nom : Novientus en 644, Noent en 1186, Noient en 1190, Noientum en 1291, Noiant en 1607, Noyant ou Noyant-sous-le-Lude aux XVIIIe et XIXe siècles, Noyant en 1793 et 1801,.
Son nom tiendrait son origine du gaulois Novios et du gallo-romain NoVientum, signifiant ville nouvelle.
D'autres communes possèdent le nom de « Noyant » : dans le département, Noyant-la-Gravoyère et Noyant-la-Plaine, d'où parfois l'appellation de Noyant-sous-le-Lude pour apporter une distinction, et hors département, Noyant-et-Aconin (Aisne), Noyant-d'Allier (Allier) et Noyant-de-Touraine (Indre-et-Loire).
Nom des habitants : les Noyantais.

### Héraldique
| Noyant | Héraldique : d'argent à trois fasces de gueules. |

## Histoire

### Préhistoire et Antiquité
Au carrefour de grandes voies antiques, dès les temps antiques le domaine est une villa royale.

### Moyen Âge
On retrouve la trace du domaine, inscrit à la dotation du Chapitre de Tours dès le VIIIe siècle.
La fondation de l'église ne parait pas antérieure au XIe siècle. Il existe, comme dans plusieurs autres paroisses d'Anjou, deux cures qui sont réunies en 1293.

### Ancien Régime

Carte de l'Anjou au XVIIIe siècle.
(Cliquez pour agrandir)

En 1788, l'état de la paroisse est défavorable, une des plus mauvaises de la région. Isolée, sans artisanat, elle regorge de mendiants désœuvrés l'hiver. Les moutons y sont petits et la laine de mauvaise qualité.
À la fin de l'Ancien Régime (royaume de France), Noyant relève du doyenné de Bourgueil, du grenier à sel et de l'élection de Baugé, et du bailliage de La Flèche.

### Époque contemporaine
À la réorganisation administrative qui suit la Révolution, Noyant est en 1790 chef-lieu du canton de Noyant-sous-le-Lude (département de Maine-et-Loire) et rattaché au district de Baugé, puis en 1800 à l'arrondissement de Baugé et, à sa disparition en 1926, à l'arrondissement de Saumur.
Au XIXe siècle se déroule chaque année dans le Baugeois des comices cantonaux particulièrement dynamiques, que ce soit sur le canton de Baugé, celui de Seiches, de Durtal ou encore celui de Noyant. À l'époque c'est l'occasion de démonstrations, notamment pour les outils de travail du sol.
À la fin du XIXe siècle, la ligne de chemin de fer du Petit Anjou est construite, dont la ligne Angers-Noyant passe par Lasse, Auverse et Noyant.
Un rapprochement intervient en 2016. Le 15 décembre, les communes de Auverse, Breil, Broc, Chalonnes-sous-le-Lude, Chavaignes, Chigné, Dénezé-sous-le-Lude, Genneteil, Linières-Bouton, Lasse, Meigné-le-Vicomte, Méon, Noyant et Parçay-les-Pins, s'associent pour former la commune nouvelle de Noyant-Villages. Noyant en devient une commune déléguée.

## Politique et administration

### Administration actuelle
Depuis le 15 décembre 2016, Noyant constitue une commune déléguée au sein de la commune nouvelle de Noyant-Villages et dispose d'un maire délégué.
| Période                                  | Période  | Identité        | Étiquette | Qualité |
| ---------------------------------------- | -------- | --------------- | --------- | ------- |
| décembre 2016                            | mai 2020 | Gabriel Quignon |           |         |
| mai 2020                                 | en cours | Michèle Bouly   |           |         |
| Les données manquantes sont à compléter. |          |                 |           |         |

### Administration ancienne

#### Administration municipale
La commune est créée à la Révolution. Municipalité en 1790, chef-lieu de canton, intégrée jusqu'en 1926 à l'arrondissement de Baugé. Le conseil municipal est composé de 19 élus.
| Période                                  | Période                    | Identité           | Étiquette | Qualité    |
| ---------------------------------------- | -------------------------- | ------------------ | --------- | ---------- |
| 1791                                     | an II                      | Pierre Mitier      |           |            |
| fructidor an II                          | an IX                      | René Chignard      |           | Cabaretier |
| 16 vendémiaire an IX (8 octobre 1800)    | 1808                       | Charles Fronteau   |           |            |
| 2 janvier 1808                           | 1813                       | de Crochard        |           |            |
| 10 février 1813                          | 1815                       | Michel Poirier     |           |            |
| 7 décembre 1815                          | 31 août 1830 (démission)   | Fr.-Jacques Legros |           |            |
| 6 novembre 1830                          | 1835                       | Poirier            |           |            |
| 8 janvier 1835                           | 1842                       | Lebrun             |           |            |
| 10 février 1842                          | septembre 1852 (démission) | Eugène-Marie Gouin |           |            |
| 18 septembre 1852                        | 1855 (démission)           | Théodore Raveneau  |           |            |
| 21 novembre 1855                         | 1865                       | Emery Besrois      |           |            |
| 1865                                     | 1878                       | Henri Cochard      |           |            |
| 1878                                     | 1888                       | Auguste Varailhon  |           |            |
| 1888                                     | 1892                       | Édmée de Beaumont  |           |            |
| 1892                                     | 1896                       | Eugène Mistouflet  |           |            |
| 1896                                     | 1900                       | René Charpentier   |           |            |
| 1900                                     | 1904                       | Henri Noirot       |           |            |
| 1904                                     | 1912                       | Eugène Doisneau    |           |            |
| 1912                                     | 1929                       | Henri Godineau     |           |            |
| 1929                                     | 1935                       | Louis Chasle       |           |            |
| 1935                                     | 1945                       | Henry Roumy        |           |            |
| mai 1945                                 | 1947                       | Étienne Maureille  |           |            |
| octobre 1947                             | 1953                       | Eugène Nourrisson  |           |            |
| mai 1953                                 | 1965                       | Paul Boudon        |           | Député     |
| mars 1965                                | 1977                       | Albert Guérin      |           |            |
| mars 1977                                | 1978 (démission)           | Paulette Havard    |           |            |
| 5 mai 1978                               | 1989                       | Edmond Chaussepied |           |            |
| mars 1989                                | mars 2014                  | Jean-Louis Girault |           |            |
| mars 2014                                | décembre 2016              | Gabriel Quignon    |           |            |
| Les données manquantes sont à compléter. |                            |                    |           |            |

#### Comptes de la commune
| Chiffres clés                                                 | En milliers d'Euros | En euros par habitant | Chiffres 2000 |
| ------------------------------------------------------------- | ------------------- | --------------------- | ------------- |
| Total des produits de fonctionnement (A)                      | 1 936               | 977                   | 1 410         |
| Total des charges de fonctionnement (B)                       | 1 729               | 873                   | 1 208         |
| Résultat comptable (R=A-B)                                    | 206                 | 104                   | 201           |
| Total des ressources d'investissement (C)                     | 568                 | 287                   | 1 301         |
| Total des emplois d'investissement (D)                        | 573                 | 289                   | 974           |
| Besoin ou capacité de financement des investissements (E=D-C) | 5                   | 3                     | -326          |
| Encours de la dette au 31/12                                  | 634                 | 320                   | 2 027         |
| Annuité de la dette                                           | 216                 | 179                   | 90            |

| Fiscalité locale                      | Taux    |
| ------------------------------------- | ------- |
| Taxe d'habitation (y compris THLV)    | 16,71 % |
| Foncier bâti                          | 17,66 % |
| Foncier non bâti                      | 32,22 % |
| Foncier non bâti (taxe additionnelle) | 26,89 % |
| Cotisation foncière des entreprises   | 15,24 % |

### Jumelages
La commune ne comporte pas de jumelage.

### Ancienne situation administrative

#### Intercommunalité
La commune fait partie jusqu'en 2016 de la communauté de communes canton de Noyant. Créée en 2000, cette structure intercommunale regroupe alors quinze communes : Auverse, Breil, Broc, Chalonnes-sous-le-Lude, Chavaignes, Chigné, Dénezé-sous-le-Lude, Genneteil, Lasse, Linières-Bouton, Meigné-le-Vicomte, Méon, Noyant, Parçay-les-Pins et La Pellerine,. L'intercommunalité est dissoute le 15 décembre 2016.
Elle est membre à cette période du Pays des Vallées d'Anjou, structure administrative d'aménagement du territoire comprenant six communautés de communes : Beaufort-en-Anjou, Canton de Baugé, Canton de Noyant, Loir-et-Sarthe, Loire Longué et Portes-de-l'Anjou.
La commune fait également partie du SICTOD Nord Est Anjou, membre du SIVERT, syndicat intercommunal de valorisation et de recyclage thermique des déchets de l'Est Anjou qui se trouve à Lasse, et du SIVU AEP de la région de Noyant pour le traitement de l'eau potable.

#### Autres circonscriptions
Jusqu'en 2014, Noyant est chef-lieu du canton de Noyant et fait partie de l'arrondissement de l'arrondissement de Saumur. Ce canton compte alors les quinze mêmes communes que celles de la communauté de communes. C'est l'un des quarante-et-un cantons que compte le département ; circonscriptions électorales servant à l'élection des conseillers généraux, membres du conseil général du département. Dans le cadre de la réforme territoriale, un nouveau découpage territorial pour le département de Maine-et-Loire est défini par le décret du 26 février 2014. La commune est rattachée au canton de Beaufort-en-Vallée, avec une entrée en vigueur au renouvellement des assemblées départementales de 2015.
Noyant est dans la troisième circonscription de Maine-et-Loire, composée de huit cantons, dont Baugé et Longué-Jumelles ; la troisième circonscription de Maine-et-Loire étant l'une des sept circonscriptions législatives que compte le département.

#### Instances judiciaires
Il n'y a pas d'administrations judiciaires à Noyant.
Le Tribunal d'instance et le Conseil de prud'hommes se situent à Saumur. Le Tribunal de grande instance, la Cour d'appel, le Tribunal pour enfants et le Tribunal de commerce se trouvent à Angers, tandis que le Tribunal administratif et la Cour administrative d'appel se situent à Nantes.

## Population et société

### Évolution démographique
L'évolution du nombre d'habitants est connue à travers les recensements de la population effectués dans la commune depuis 1793. À partir du 1er janvier 2009, les populations légales des communes sont publiées annuellement dans le cadre d'un recensement qui repose désormais sur une collecte d'information annuelle, concernant successivement tous les territoires communaux au cours d'une période de cinq ans. 
Pour les communes de moins de 10 000 habitants, une enquête de recensement portant sur toute la population est réalisée tous les cinq ans, les populations légales des années intermédiaires étant quant à elles estimées par interpolation ou extrapolation. Pour la commune, le premier recensement exhaustif entrant dans le cadre du nouveau dispositif a été réalisé en 2005,.
En 2014, la commune comptait 1 830 habitants, en évolution de −3,68 % par rapport à 2009 (Maine-et-Loire : +3,3 %, France hors Mayotte : +2,49 %).
| 1793  | 1800 | 1806  | 1821  | 1831  | 1836  | 1841  | 1846  | 1851  |
| ----- | ---- | ----- | ----- | ----- | ----- | ----- | ----- | ----- |
| 1 044 | 464  | 1 075 | 1 123 | 1 200 | 1 280 | 1 306 | 1 421 | 1 425 |

| 1856  | 1861  | 1866  | 1872  | 1876  | 1881  | 1886  | 1891  | 1896  |
| ----- | ----- | ----- | ----- | ----- | ----- | ----- | ----- | ----- |
| 1 448 | 1 518 | 1 517 | 1 508 | 1 512 | 1 515 | 1 518 | 1 551 | 1 591 |

| 1901  | 1906  | 1911  | 1921  | 1926  | 1931  | 1936  | 1946  | 1954  |
| ----- | ----- | ----- | ----- | ----- | ----- | ----- | ----- | ----- |
| 1 568 | 1 620 | 1 622 | 1 601 | 1 538 | 1 546 | 1 534 | 1 574 | 1 599 |

| 1962  | 1968  | 1975  | 1982  | 1990  | 1999  | 2005  | 2010  | 2014  |
| ----- | ----- | ----- | ----- | ----- | ----- | ----- | ----- | ----- |
| 1 632 | 1 638 | 1 698 | 1 815 | 1 722 | 1 839 | 1 892 | 1 896 | 1 830 |

### Pyramide des âges
La population de la commune est relativement âgée. Le taux de personnes d'un âge supérieur à 60 ans (33,7 %) est en effet supérieur au taux national (21,8 %) et au taux départemental (21,4 %).
À l'instar des répartitions nationale et départementale, la population féminine de la commune est supérieure à la population masculine. Le taux (52,7 %) est du même ordre de grandeur que le taux national (51,9 %).
La répartition de la population de la commune par tranches d'âge est, en 2008, la suivante :
- 47,3 % d'hommes (0 à 14 ans = 20,1 %, 15 à 29 ans = 13,4 %, 30 à 44 ans = 18,6 %, 45 à 59 ans = 17,2 %, plus de 60 ans = 30,7 %) ;
- 52,7 % de femmes (0 à 14 ans = 17 %, 15 à 29 ans = 12 %, 30 à 44 ans = 17,9 %, 45 à 59 ans = 16,8 %, plus de 60 ans = 36,4 %).

| Hommes | Classe d’âge | Femmes |
| ------ | ------------ | ------ |
| 1,4    | 90 ans ou +  | 2,4    |
| 12,5   | 75 à 89 ans  | 14,7   |
| 16,8   | 60 à 74 ans  | 19,3   |
| 17,2   | 45 à 59 ans  | 16,8   |
| 18,6   | 30 à 44 ans  | 17,9   |
| 13,4   | 15 à 29 ans  | 12,0   |
| 20,1   | 0 à 14 ans   | 17,0   |

| Hommes | Classe d’âge | Femmes |
| ------ | ------------ | ------ |
| 0,4    | 90 ans ou +  | 1,1    |
| 6,3    | 75 à 89 ans  | 9,5    |
| 12,1   | 60 à 74 ans  | 13,1   |
| 20,0   | 45 à 59 ans  | 19,4   |
| 20,3   | 30 à 44 ans  | 19,3   |
| 20,2   | 15 à 29 ans  | 18,9   |
| 20,7   | 0 à 14 ans   | 18,7   |

### Vie locale
Noyant est la ville la plus importante du canton, tel que constitué avant la réforme territoriale de 2014. C'est le centre administratif et commercial de la région.
Plusieurs services publics sont présents dans la commune : mairie, école maternelle et primaire, avec cantine, maison de l'enfance, collège, maison de retraite, centre de secours, gendarmerie, poste, trésorerie.
Il existe une maison des services publics qui accueille des permanences de services départementaux et qui abrite les associations d'aide aux personnes en recherche d'emploi, la banque alimentaire et des associations dédiées à l'enfance.

### Enseignement
Située dans l'académie de Nantes, on trouve sur la commune de Noyant trois écoles, un collège et une maison familiale :
- école maternelle publique Relais-du-Petit-Verger,
- école élémentaire publique Les Moisillons,
- école privée Sainte-Marie,
- collège Porte-d'Anjou,
- maison familiale Castelfréo.

### Santé
La commune comporte plusieurs médecins généralistes, un dentiste, des infirmiers, des kinésithérapeutes, deux pharmacies, ainsi qu'un certain nombre d'autres professions paramédicales comme un service d'ambulance.
L'hôpital local se situe à Baugé (95 places) ainsi que plusieurs maisons de retraite.

### Écologie et recyclage
Outre un service de ramassage des ordures ménagères (collecte sélective), on trouve sur la commune une déchèterie (ZI Grolleau).

## Économie

### Revenus de la population et fiscalité
En 2009, le revenu fiscal médian par ménage sur Noyant est de 14 551 €, pour une moyenne sur le département de 17 211 €. En 2008, ce même revenu est sur Noyant de 14 610 €.

### Tissu économique
Au XIXe siècle, on exploite à Noyant des carrières de grès.
En 2008, sur les 191 établissements présents dans la commune, 41 % relèvent du secteur du commerce et des services. Deux ans plus tard, en 2010, sur 189 établissements présents, 20 % relèvent du secteur de l'agriculture (pour une moyenne de 17 % sur le département), 10 % du secteur de l'industrie, 9 % du secteur de la construction, 44 % de celui du commerce et des services et 18 % du secteur de l'administration et de la santé.
Sur 163 établissements présents dans la commune à fin 2013, 14 % relèvent du secteur de l'agriculture (pour une moyenne de 12 % sur le département), 13 % du secteur de l'industrie, 7 % du secteur de la construction, 46 % de celui du commerce et des services et 20 % du secteur de l'administration et de la santé.

### Entreprises et commerces
Quatre zones industrielles accueillent une quinzaine d'industries, entreprises et coopératives agricoles.
On trouve sur la commune un marché hebdomadaire (vendredi) et un grand nombre de commerces : alimentation, boucherie, boulangerie-pâtisserie, brocante, coiffure, confection, électroménager, fleurs, informatique, institut de beauté, librairie papeterie, optique, pompes funèbres, quincaillerie. Il existe aussi plusieurs commerces de restauration et d'hébergement (cafés, restaurants, hôtels).
Plusieurs industries et artisans sont présents dans la commune : industrie de tournage, fabrication de centrales à enrobé, agroalimentaire, galvanisation, couture et broderie, fabrique d'essieux, électricité, espaces verts, plomberie, chauffage, garages, menuisiers, serrurerie, etc..

### Agriculture
Liste des appellations présentes sur le territoire sur le territoire :
- IGP Cidre de Bretagne ou Cidre breton,
- IGP Bœuf du Maine,
- IGP Porc de la Sarthe,
- IGP Volailles du Maine,
- IGP Volailles de Loué,
- IGP Œufs de Loué.

### Activité économique de la région
Principale ville du canton, Noyant se trouve au cœur de l'activité économique.
Sur le territoire cantonal on trouve 667 établissements à fin 2010, répartis en 43 % dans le secteur de l'agriculture (pour une moyenne de 17 % sur le département), 7 % dans le secteur de l'industrie, 9 % dans celui de la construction, 31 % dans le secteur du commerce et des services et 10 % dans celui de l'administration et de la santé.
Seuls 5 % des établissements comptent plus de 10 salariés, pour 8 % sur l'ensemble du département.
En 2009, sur les 650 établissements présents, 44 % relèvent du secteur de l'agriculture (pour 18 % sur l'ensemble du département) et 30 % de celui du commerce et des services (pour 52 % sur le département).

## Culture et patrimoine

### Sites inventoriés
Bien que la commune de Noyant ne comporte pas d'inscriptions aux Monuments historiques, elle compte plusieurs inscriptions au Patrimoine.
- Auberge de Saint-Martin, place de l'Église, édifice datant du XVIIe siècle ou XVIIIe siècle, rebâti dans la 1re moitié du XIXe siècle.
- Château fort de Galmer du XVIe siècle, transformé en ferme.
- Château de Brérobert, dont il ne subsiste qu'une partie transformée en habitation.
- Château d'Hunon du XVIe siècle, transformé au XVIIIe siècle.
- Château du Plessis, transformé au XVIIIe siècle, qui a conservé une chapelle du XVIe siècle.
- Église paroissiale Saint-Martin, construite au XIe siècle, dépendait du chapitre de Saint-Martin de Tours.
- Maisons, 9 et 13 route de Baugé, jardins XIXe siècle.
- Maison, 30 route de Baugé, XIXe siècle.
- Maison, 3 route de Breil, cour et enclos XIXe siècle.
- Maison, 8 rue de l'Église, presbytère XIXe siècle.
- Maison, 20 rue de la Gare, jardin XIXe siècle.
- Maison, 1 place de Longue, cour XIXe siècle.
- Maison, 8 place de la Lune, XIXe siècle.
- Maison, 5 route du Mans, jardin XIXe siècle.
- Maison, 8-10 route du Mans, cour XIXe siècle.
- Maison, 15 route du Mans, cour jardin et enclos XIXe siècle.
- Maison, 6-8 route de Méon, cour XIXe siècle.
- Maison, 8 rue du Plessis, cour enclos remise et étable à chevaux XIXe siècle.
- Maison, 1 route de Saumur, XIXe siècle.
- Maisons, 10 et 15 route de Tours, cours XIXe siècle.
- Maison, 31 route de Tours, XIXe siècle.
- Maison, 43 route de Tours, cour et jardin XIXe siècle.
- Presbytère, place de l'église, édifice datant du XIVe siècle ou XVe siècle, façades et dispositions intérieures remaniées 1re moitié du XVIIIe siècle, école.

### Autres lieux
Une collection de fossiles est visible à la mairie.

### Personnalités liées à la commune
- François Jourda de Vaux de Foletier (1893-1988), archiviste et historien, spécialiste de l'histoire des Tsiganes en Europe[54] y est né.
- Paul Boudon (1907-1988), résistant et déporté durant la Seconde Guerre mondiale, maire de la commune de 1953 à 1965[55].